# Бенинген ам Некар
Бенинген ам Некар (њем. Benningen am Neckar) општина је у њемачкој савезној држави Баден-Виртемберг. Једно је од 39 општинских средишта округа Лудвигсбург. Према процјени из 2010. у општини је живјело 5.686 становника. Посједује регионалну шифру (AGS) 8118006.

## Географски и демографски подаци
Бенинген ам Некар се налази у савезној држави Баден-Виртемберг у округу Лудвигсбург. Општина се налази на надморској висини од 210 метара. Површина општине износи 4,9 km². У самом мјесту је, према процјени из 2010. године, живјело 5.686 становника. Просјечна густина становништва износи 1.168 становника/km².